# Final da FA Cup 1871–72
A Final da FA Cup 1871–72 foi uma partida de futebol entre Wanderers e Royal Engineers A.F.C. no dia 16 de março de 1872 no Kennington Oval em Londres. Foi a final da primeira FA Cup (Copa da Inglaterra), que se tornaria a competição no formato de copa primária no futebol inglês e a mais antiga competição de futebol no mundo. Quinze times entraram na competição em sua primeira edição e, devido a regras da época, Wanderers chegou a final vencendo somente uma partida nas quatro rodadas anteriores. Nas semifinais foram sorteados para enfrentar o clube escocês Queens Park mas chegou a final quando os escoceses desistiram da competição pois não tinham condições para ir a Londres realizar o jogo de desempate.
A final foi decidida por um gol único, marcado após quinze minutos por Morton Betts dos Wanderers, que jogava sob o pseudônimo de "A.H. Chequer". Os Engineers eram elogiados pelo uso do passe, sendo referidos como "Combinaton Game", numa época em que os times baseavam-se em táticas de drible. O time vencedor, o Wanderers, não recebeu o troféu até o mês seguinte, que foi entregue em uma recepção especial no Pall Mall Restaurant.

## Caminho para a final

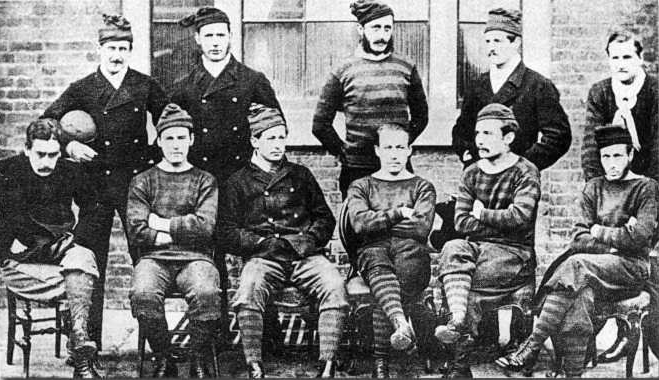
O time de Royal Engineers de 1871. Oito desses jogadores jogaram na primeira final da FA Cup.

Wanderers e Royal Engineers estavam entre os quinze times que participaram da Copa da Inglaterra inaugural, e ambos tiveram partidas em casa na primeira fase. O Wanderers devia enfrentar o Harrow Chequers, um time contendo ex-pupilos da Harrow School, e os Engineers deviam enfrentar o Reigate Priory. Nenhuma dessas partidas ocorreu, entretanto, como ambos os times que desistiram eram os times visitantes desistiram da competição, os times da casa avançaram através de um walkover. Na segunda fase, ambos times jogaram como visitantes, e saíram vitoriosos. Wanderers venceu o Clapham Rovers por 3-1 em dezembro e os Engineers venceram Hitchin pot 5-0 no mês seguinte.[carece de fontes?]
Nas quartas de final, o Wanderers empatou por 0-0 com o Crystal Palace (um clube diferente do clube atual com mesmo nome).[carece de fontes?] Ao invés de realizar-se o jogo extra para resolver, ambos times puderam passar de fase sob umas regras originais da competição, que declarava que em caso de empate, deveria-se realizar um jogo extra ou ambos times passariam de fase, dependendo da decisão do comitê organizador. O Engineers venceram o Hampstead Heathens por 2-0. Nas semifinais o Wanderers enfrentaria o clube escocês Queen's Park, que devido a uma combinação de walkovers e byes, chegaram a essa fase da competição sem jogar nenhuma partida.[carece de fontes?] As regras da competição diziam que as partidas a partir das semifinais deveriam ser realizadas no Kennington Oval em Londres, e após o empate de 0-0, o clube escocês não tinha condições financeiras para uma segunda viagem de Glasgow para a partida extra, e por isso desistiram da competição, levando o Wanderers até a final. O Engineers também empatou na semifinal por 0-0, e venceu o Crystal Palace por 3-0 no jogo extra.[carece de fontes?]

## Partida

### Sumário

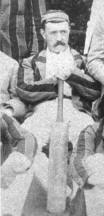
Morton Betts marcou o único gol da partida.

Como era comum naquela época, ambos times focavam mais em ataque do que em defsa, sendo que o Engineers entrou com sete atacantes e o Wanderers com oito. O atacante do Wanderers, Morton Betts, jogou sob o pseudônimo "A.H. Chequer", derivado de sua membresia no clube Harrow Chequers. Algumas fontes dizem que ele usou o pseudônimo para disfarçar que ele já havia sido registrado naquela competição pelo Chequers no começo e por isso inelegível para jogar por outro clube na mesma edição da copa. Entretanto, isto é improvável de ser verdade, pois, na era amadora do futebol os jogadores não precisavam ser registrados formalmente pelos clubes.  Cuthbert Ottaway, um futuro capitão da Seleção Inglesa, jogou por dois times diferentes em fases seguidas da FA Cup de 1871-72 sem problemas.
O capitão do Wanderers C.W. Alcock venceu o cara ou coroa e escolheu defender o lado da Harleyford Road, o que resultava que o Engineers começaria com o sol e o vento contra eles. No começo do jogo, Edmund Cresswell do Royal Engineers, teve a clavícula quebrada. Ele se recusou a sair do campo, mas devido a sua contusão, foi forçado a passar o resto da partida como "ponta". As táticas do Wanderers baseava-se em driblar os oponentes, enquanto o Engineers favorecia o passe da bola, um estilo conhecido como "Combination Game" e era considerado inovador, sendo eles os expoentes desse estilo.
O Wanderers abriu vantagem aos quinze minutos quando Betts fez um gol de um ângulo agudo, após o drible de Robert Vidal. Sob as regras da época, após um gol ser marcado, os times trocavam de campo, mas o Engineers não conseguiu tirar a vantagem do sol e vento a favor, e os jogadores do Wanderers continuaram dominando o jogo. Após vinte minutos, Alcock fez um gol em William Merriman, goleiro do Engineers, mas o gol foi anulado pois Charles Wollaston havia usado a mão na bola. O Wanderers continuou a exercer pressão no gol do Engineers e somente pela habilidade de Merriman o Wanderers não conseguiu aumentar a vantagem. Mais tarde, um jornal descreveria a performance do time como "perfeita". Apesar de um esforço tardio do Engineers, o Wanderers conseguiu segurar a vantagem e o jogo terminou em uma vitória de 1-0. O jornal The Field descreveu a final como "a partida mais rápida e dura que já foi vista no The Oval" e disse que o Wanderers mostrou "algumas das melhores jogadas, individualmente e coletivamente, já vista em um jogo de futebol associação". 

### Detalhes
| 16 de março de 1872 | Wanderers | 1 – 0 | Royal Engineers | Kennington Oval, Londres                          |
|                     | Betts 15' | [ 3 ] |                 | Público: 2 000 Árbitro: Alfred Stair (Upton Park) |

| Wanderers | Wanderers | Wanderers                   |                                                                               |                                                                               | Royal Engineers | Royal Engineers | Royal Engineers             |
| --------- | --------- | --------------------------- | ----------------------------------------------------------------------------- | ----------------------------------------------------------------------------- | --------------- | --------------- | --------------------------- |
| Goleiro   |           | Reginald de Courtenay Welch | Cores do Time · Cores do Time · Cores do Time · Cores do Time · Cores do Time | Cores do Time · Cores do Time · Cores do Time · Cores do Time · Cores do Time | Goleiro         |                 | Capt. William Merriman      |
| Zagueiro  |           | Edgar Lubbock               | Cores do Time · Cores do Time · Cores do Time · Cores do Time · Cores do Time | Cores do Time · Cores do Time · Cores do Time · Cores do Time · Cores do Time | Zagueiro        |                 | Capt. Francis Marindin      |
| Meia      |           | Albert Thompson             | Cores do Time · Cores do Time · Cores do Time · Cores do Time · Cores do Time | Cores do Time · Cores do Time · Cores do Time · Cores do Time · Cores do Time | Zagueiro        |                 | Lieut. George Addision      |
| Atacante  |           | C. W. Alcock                | Cores do Time · Cores do Time · Cores do Time · Cores do Time · Cores do Time | Cores do Time · Cores do Time · Cores do Time · Cores do Time · Cores do Time | Meia            |                 | Lieut. Alfred Goodwyn       |
| Atacante  |           | Edward Bowen                | Cores do Time · Cores do Time · Cores do Time · Cores do Time · Cores do Time | Cores do Time · Cores do Time · Cores do Time · Cores do Time · Cores do Time | Atacante        |                 | Lieut. Hugh Mitchell        |
| Atacante  |           | Alexander Bonsor            | Cores do Time · Cores do Time · Cores do Time · Cores do Time · Cores do Time | Cores do Time · Cores do Time · Cores do Time · Cores do Time · Cores do Time | Atacante        |                 | Lieut. Edmund Cresswell     |
| Atacante  |           | Morton Betts                | Cores do Time · Cores do Time · Cores do Time · Cores do Time · Cores do Time | Cores do Time · Cores do Time · Cores do Time · Cores do Time · Cores do Time | Atacante        |                 | Lieut. Henry Renny-Tailyour |
| Atacante  |           | William Crake               | Regras da partida:                                                            | Regras da partida:                                                            | Atacante        |                 | Lieut. Henry Rich           |
| Atacante  |           | Thomas Hooman               | 90 minutos de tempo normal.                                                   | 90 minutos de tempo normal.                                                   | Atacante        |                 | Lieut. Herbert Muirhead     |
| Atacante  |           | Robert Vidal                | 30 minutos de prorrogação em caso de empate, decisão a cargo dos capitões.    | 30 minutos de prorrogação em caso de empate, decisão a cargo dos capitões.    | Atacante        |                 | Lieut. Edmond Cotter        |
| Atacante  |           | Charles Wollaston           | Partida extra caso empate persista.                                           | Partida extra caso empate persista.                                           | Atacante        |                 | Lieut. Adam Bogle           |
|           |           |                             | Sem substituições.                                                            |                                                                               |                 |                 |                             |

## Após a partida
A Taça foi entregue pelo presidente da Football Association, Mr. E. C. Morley, no jantar anual dos Wanderers no Pall Mall Restaurant, Charing Cross, no dia 11 de abril. A F.A. também deu a cada jogador do time vencedor uma insígnia de seda comemorando a vitória e o comitê do Wanderers presenteou cada jogador com uma medalha de ouro inscrita. Como vencedores anteriores da taça, Wanderers recebeu um passe direto para a final da FA Cup do ano seguinte, mantendo o conceito original de ser uma "Copa de Desafio". Esta foi a única vez que essa regra foi usada.
Em 1938, o The Times publicou o obituário de Thomas Hooman e declarou que ele tinha marcado o gol vencedor da final de 1872, citando uma entrevista que o jogador deu antes de sua morte. A declaração não foi confirmada pelos relatos de jornais contemporâneos, em que todos listavam Betts como o marcador do gol, e como os outros aspectos da partida citados por Hooman estavam incorretos, parecia que ele estava se confundindo com uma outra partida devido a idade avançada.
Em 2010, a única medalha ainda restante da final foi oferecida em leilão em Londres. Foi comprada por um joalheiro de limpeza de uma casa na década de 1950 e era esperada a venda de pelo menos £50,000.